# Mike Markkula
Armas Clifford "Mike" Markkula, Jr., född 11 februari 1942 i Los Angeles i Kalifornien, är en amerikansk IT-entreprenör som gav det nystartade företaget Apple Computer en välbehövlig ekonomisk hjälp under de första åren, då han investerade pengar i företaget samt bidrog med sin tekniska experthjälp och blev dess tredje anställda person efter grundarna Steve Wozniak och Steve Jobs. Mike Markkula var VD i företaget Apple Computer mellan åren 1981 och 1983. Han ersattes av John Sculley. Markkulas familj kommer från Finland.
Dermot Mulroney porträtterade honom i filmen Jobs år 2013 och Jeffrey Nordling porträtterade honom i TNT:s film Pirates of Silicon Valley år 1999. 

## Utmärkelser
- Kommendörstecknet av Finlands Lejons orden,  12 november 2020[1]

[Redigera Wikidata]